# Elvis’ Christmas Album
Elvis’ Christmas Album (с англ. — «Рождественский альбом Элвиса») — третий студийный альбом американского певца Элвиса Пресли. Продолжая традицию рождественских пластинок, альбом, тем не менее, по стилю резко отличался от того, что ассоциировалось с рождественскими песнями того времени, — собственно, это был первый рок-н-ролльный альбом в этом жанре. Альбом занял 1-е место в американском хит-параде.

## Обзор
Для альбома были записаны как эвергрины («White Christmas», «Silent Night») и кантри-хиты («Blue Christmas», «Here Comes Santa Claus»), так и специально написанные для Пресли песни («Santa Claus Is Back In Town», «Santa Bring My Baby Back»). Автору «White Christmas» — Ирвингу Берлину — настолько не понравилась версия Пресли, что он потребовал запретить проигрывать её по радио. Версия Пресли опирается на вариант, записанный негритянской группой The Drifters в 1954 году.
Последние 4 песни в альбоме не имеют отношения к жанру рождественских песен: это традиционные христианские гимны (госпелы), вышедшие в апреле 1957 года в мини-альбоме Peace in the Valley. В издании 1970 года эти песни отсутствуют (вместо них были включены две новые).
Грампластинка вышла в монофоническом звучании, однако сама запись была осуществлена на двухканальной аппаратуре. Из альбома не вышло ни одного сингла, вместо этого песни из альбома были включены в вышедший следом мини-альбом Elvis Sings Christmas Songs, а затем во второй мини-альбом Christmas with Elvis (декабрь 1958).
В 1971 году Пресли записал второй рождественский альбом Elvis Sings the Wonderful World of Christmas. Он и Elvis’ Christmas Album послужили основой для десятков различных рождественских сборников Пресли, продолжающих выходить после смерти певца.

## Список композиций

### Оригинальная версия (1957)
1. Santa Claus Is Back in Town
2. White Christmas
3. Here Comes Santa Claus (Right Down Santa Claus Lane)
4. I’ll Be Home for Christmas
5. Blue Christmas
6. Santa Bring My Baby Back (To Me)
7. O Little Town of Bethlehem
8. Silent Night
9. Peace in the Valley
10. I Believe
11. Take My Hand Precious Lord
12. It’s No Secret (What God Can Do)

Форматы: грампластинка, компакт-диск, аудиокассета

### Версия Camden Records (1970)
1. «Blue Christmas» — 2:09
2. «Silent Night» — 2:25
3. «White Christmas» — 2:25
4. «Santa Claus Is Back in Town» — 2:26
5. «I’ll Be Home for Christmas» — 1:55
6. «If Every Day Was Like Christmas» — 2:55
7. «Here Comes Santa Claus (Right Down Santa Claus Lane)» — 1:56
8. «O Little Town of Bethlehem» — 2:37
9. «Santa Bring My Baby Back (To Me)» — 1:54
10. «Mama Liked the Roses» — 2:38

Форматы: грампластинка